# Evangelische Kirche Genheim

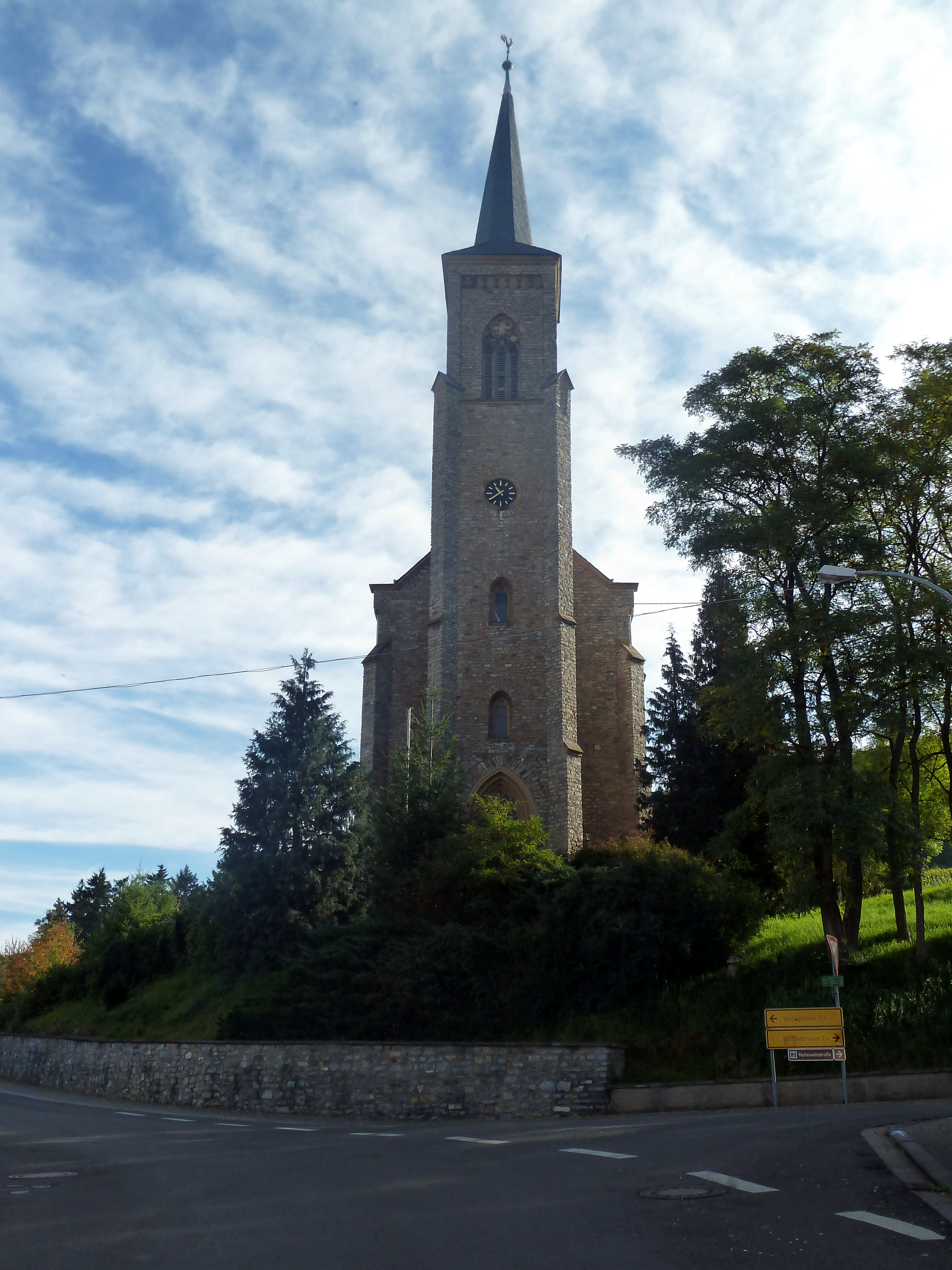
Evangelische Kirche Genheim, 2010

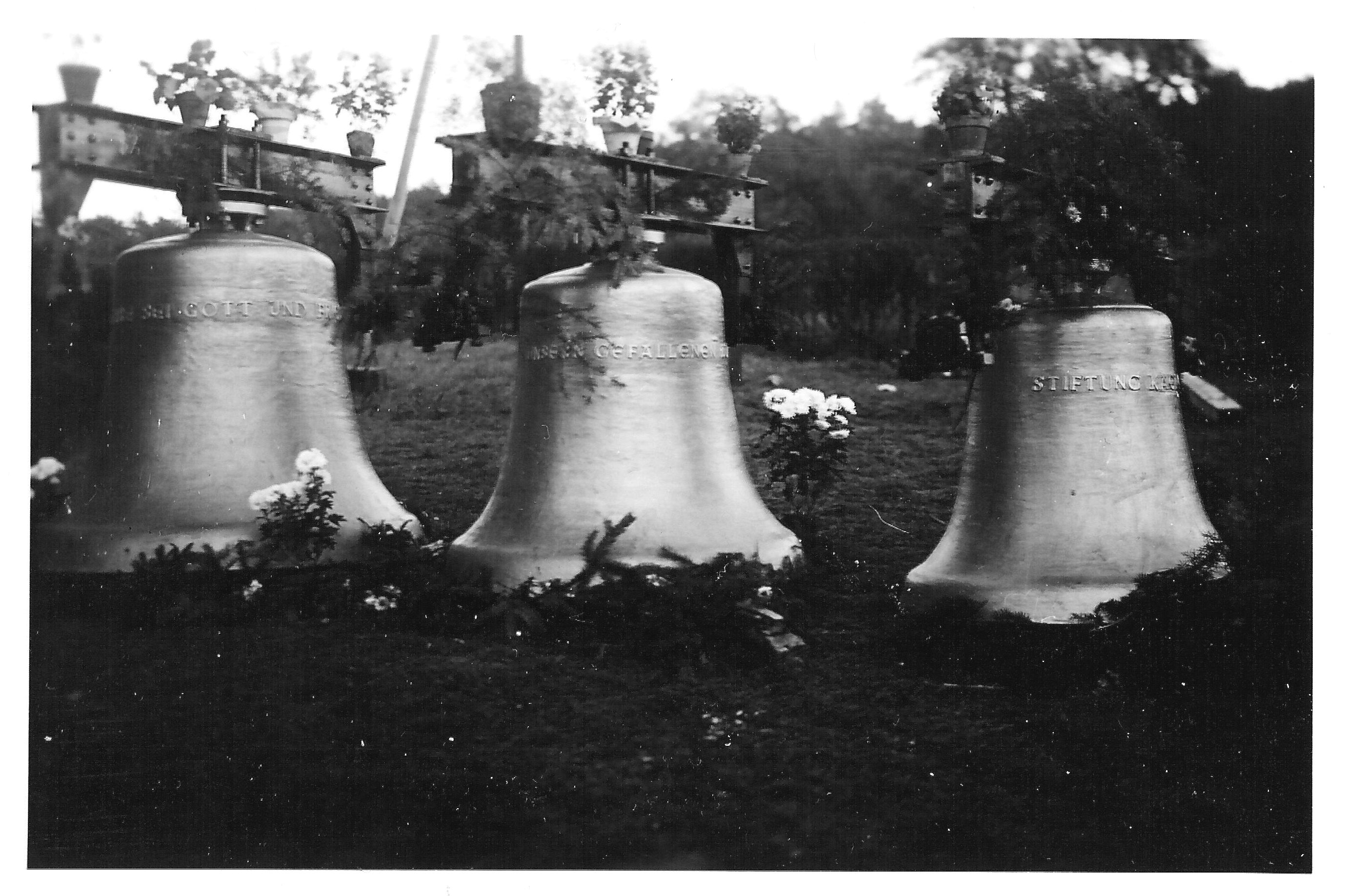
Weihe der Glocken der evangelischen Kirche

Die Evangelische Kirche in  Genheim, einem Ortsteil von Waldalgesheim im rheinland-pfälzischen Landkreis Mainz-Bingen, ist eine der sechs Kirchen der Evangelischen Kirchengemeinde Münster-Sarmsheim-Waldalgesheim, die zum Kirchenkreis An Nahe und Glan der Evangelischen Kirche im Rheinland (EKiR) gehört.
von in Rheinland-Pfalz.

## Geschichte
Der einschiffige Sakralbau wurde zwischen 1868 und 1871 errichtet und am 9. Mai 1871 eingeweiht. Er ist Nachfolger einer älteren Kirche, die sich direkt neben der heutigen Kirche befand und abgerissen wurde. Teile dieser Kirche, z. B. der Glockenstuhl, wurden anfangs im Neubau wiederverwendet. Die Pläne stammten vom damaligen Kreis-Bauinspektor Carl Conradi aus Bad Kreuznach. Conradi schuf einen Bruchsteinsaal im Stil der Neugotik. Die Baukosten wurden von der Zivilgemeinde getragen sowie durch Eigenleistungen gesenkt.
1990 wurde die Kirche unter Denkmalschutz gestellt. Der Unterschutzstellungsbescheid weist die Kirche als typische Vertreterin des neugotischen Kirchenbaues und somit als Zeugnis des künstlerischen Schaffens in der Sakralbaukunst des 19. Jahrhunderts aus. Weiterhin hebt er die besondere topographische Lage der Kirche hervor.